# Mademoiselle Else (film)
Pour l’article homonyme, voir Mademoiselle Else.

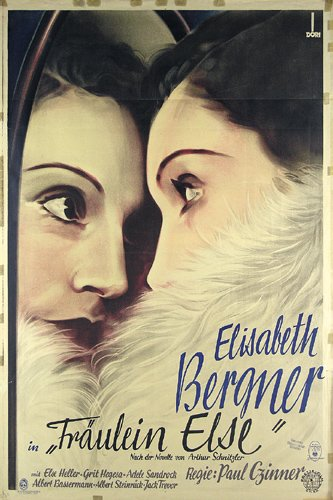
Affiche allemande du film.

Mademoiselle Else (Fräulein Else) est un film allemand réalisé par Paul Czinner, sorti en 1929.
L'actrice Elisabeth Bergner avait déjà interprété le rôle d'Else au théâtre avec succès. Cependant, le fait que le film soit muet a été jugé gênant, malgré la force des dialogues.

## Fiche technique
- Réalisation : Paul Czinner
- Scénario : Paul Czinner, 	Carl Mayer d'après le roman court Mademoiselle Else d'Arthur Schnitzler.
- Photographie : Karl Freund
- Production : Elisabeth Bergner Films
- Distributeur : Bavaria Film
- Durée : 90 minutes
- Date de sortie : 8 mars 1929

## Distribution
- Elisabeth Bergner : Else Thalhof
- Albert Bassermann : Dr. Alfred Thalhof
- Albert Steinrück : Von Dorsday
- Adele Sandrock : Tante Emma
- Else Heller : femme du Dr. Thalhofs
- Jack Trevor : Paul, fils de Tante Emma
- Grit Hegesa : Cissy Mohr
- Irmgard Bern
- Antonie Jaeckel
- Gertrude De Lalsky
- Paul Morgan
- Jaro Fürth
- Carl Goetz
- Alexander Murski
- Ellen Plessow
- Toni Tetzlaff